# Max Looff
Max Looff (Strasbourg, 2. svibnja 1874. -  Berlin, 20. rujna 1954.) je bio njemački admiral i vojni zapovjednik. Tijekom Prvog svjetskog rata zapovijedao je lakom krstaricom SMS Königsberg.

## Vojna karijera
Max Looff rođen je 2. svibnja 1874. u Strasbourgu. U njemačku mornaricu stupio je u travnju 1891. nakon čega je služio na fregati SMS Stosch. Potom pohađa Mornaričku akademiju, te tijekom obuke služi na artiljerijskom brodu SMS Mars. Od rujna 1893. nalazi se na službi na školskom brodu SMS Gneisenau, te se potom ponovno nalazi na školovanju u Mornaričkoj akademiji. Od travnja 1885. ponovno se nalazi na službi na SMS Marsu, da bi potom bio premješten na službu na linijski brod SMS Weisenburg. Od listopada 1896. služi u Istočnoj Aziji na oklopnom krstašu SMS Prinzess Wilhelm kao pobočnik. U ožujku 1898. vraća se u Njemačku, te služi najprije u II. mornaričkoj inspekciji, te nakon toga kao časnik u III. topničkom odjeljenju. Od rujna 1899. zapovijeda artiljerijskim školskim brodom SMS Hay. Potom sljedeće dvije godine služi na linijskom brodu SMS Wörth, te godinu nakon toga kao časnik u II. torpednom odjelu gdje istodobno obnaša i dužnost zapovjednika torpednog čamca S 102.
Od listopada 1902. nalazi se na službi u Mornaričkoj akademiji, dok je u siječnju 1903. promaknut u čin poručnika. Nakon toga slijedi služba na korveti SMS Stein, te potom u II. mornaričkoj diviziji. Jedan mjesec služi na parnom minopolagaču SMS Pelikan, da bi potom od studenog 1906. bio na službi iu inspekciji obalnog topništva, nakon čega je uslijedila služba na minopolagaču SMS Nautilus. U listopadu 1908. promaknut je u čin kapetana korvete. U travnju 1910. postaje prvim časnikom bojnog broda SMS Wettin gdje služi do siječnja 1911. godine. Od ožujka te iste godine služi u Sjevernomorskom pomorskom području, a nakon toga u ministarstvu mornarice. U listopadu 1913. unaprijeđen je u čin kapetana fregate, da bi u travnju 1914. postao zapovjednikom lake krstarice SMS Königsberg. Na navedenoj dužnosti dočekuje i početak Prvog svjetskog rata.

## Prvi svjetski rat
Prije početka Prvog svjetskog rata Looff se sa SMS Königsbergom nalazio u luci Dar es Salaam u Njemačkoj Istočnoj Africi. Iako su ga ispred luke čekali britanski brodovi Loof je uspio sa SMS Königsbergom pobjeći na otvoreno more. Na otvorenom moru najprije je presreo neutralni japanski brod, te zaustavio njemačke parobrode Ziethen i Hansu da, neznajući za početak rata, uplove u Suez koji se nalazio pod britanskom kontrolom. Potom plijeni ugljen s britanskog broda City of Winchester, te radi opskrbe dogovara s njemačkim brodom za ugljen Somali susret radi opskrbe. Početkom rujna Konigsberg uplovljava u deltu Rufijia, da bi 19. rujna saznavši da se britanski bordovi nalaze u Zanzibaru otplovio prema istome gdje potapa britanski oklopni krstaš SMS Pegasus.
Nakon toga Köngisbeg s ponovno vratio u deltu Rufijia kako bi mu bili dostavljeni dijelovi potrebni za popravak stroja. U delti ga je međutim, otkrio britanski brod HMS Chatham nakon čega je započela blokada delte. Britanci su više puta tijekom idućih mjeseci pokušavali potopiti Königsberg, ali im to nije uspjelo. Konačno, Britanci su s Malte doteglili dva monitora niska gaza HMS Mersey i SMS Severn koji su najprije 6. srpnja, te potom 11. srpnja 1915. napali Konigsberg. Brod je teško oštećen, te je Looff koji je bio ranjen dao naredbu da se isti potopi. Looff se zajedno s 300-tinjak preživjelih pridružio trupama generala Paula von Lettow-Vorbecka s kojim se tijekom kampanje baš i nije slagao.
U prosincu 1915. Looff je imenovan zapovjednikom pomorskih snaga u Njemačkoj Istočnoj Africi, dok je mjesec dana poslije, u prosincu, te promaknut u čin kapetana bojnog broda. U studenom 1917. pao je u britansko zarobljeništvo te je ostatak rata proveo u zarobljeništvu u Egiptu.

## Poslije rata
Nakon završetka rata Looff je 26. veljače 1919. godine pušten iz zarobljeništva, te je 2. ožujka 1919. sudjelovao zajedno s Lettow-Vorbeckom u Berlinu u velikoj paradi posvećenoj borcima iz Njemačke Istočne Afrike. Od lipnja 1919. služi u Zapovjedništvu za mine, te kratko kao zapovjednik ratne luke Kiel. U rujnu te iste godine postaje vojnim zapovjednikom Kiela, da bi u rujnu iduće, 1920. godine, bio imenovan načelnikom Zapovjedništva za torpeda baltičkog pomorskog područja. U siječnju 1921. promaknut je u čin kontraadmirala, dok je u ožujku 1922. dobio i počasni čin viceadmirala.
Max Looff preminuo je 20. rujna 1954. godine u 81. godini života u Berlinu.

## Vanjske poveznice
(eng.) Max Looff na stranici Ministarstva obrane Singapura  Arhivirana inačica izvorne stranice od 12. rujna 2014. (Wayback Machine)